# Шишево (озеро)
Шишево — озеро в Вышневолоцком городском округе Тверской области России, находится в 20 км к север-северо-востоку от Вышнего Волочка, к северу от озера Пудоро. Принадлежит бассейну Мсты. 
Находится на высоте 156,9 метра над уровнем моря. Форма озера вытянутая с северо-запада на юго-восток. Длина — около 4,8 км, ширина в северной части достигает 950 м. Острова отсутствуют. Площадь озера — 2,5 км², площадь водосборного бассейна — 59,8 км².
На северо-западе имеется сток в короткую реку Пуйга, которая соединяет озёра Пудоро и Тишидра. На юго-востоке безымянная речка впадает из озера Хвошино. Берега низкие; западный берег, местами заболоченный, порос сосновым лесом; восточный берег более высокий, на нём расположились деревни Зашишевье, Дмитровка и Большие Малошевины. Зеркало Шишева зарастает у берегов камышами и осокой.
Озеро богато рыбой, в нём обитают окунь, лещ, язь, плотва, щука. Реже встречается судак.
Код водного объекта в государственном водном реестре — 01040200211102000021009.